# Luis Maldonado (bispo)
Luis Maldonado (falecido em 1596) foi um prelado católico romano nomeado como o primeiro bispo de Nueva Cáceres de 1595 a 1596.

## Biografia
Luis Maldonado foi ordenado sacerdote na Ordem dos Frades Menores. No dia 30 de agosto de 1595, foi nomeado durante o papado de Clemente VIII como o primeiro Bispo de Nueva Cáceres. Contudo, faleceu antes de ser consagrado em 1596.